# Georg Friedrich Dentzel

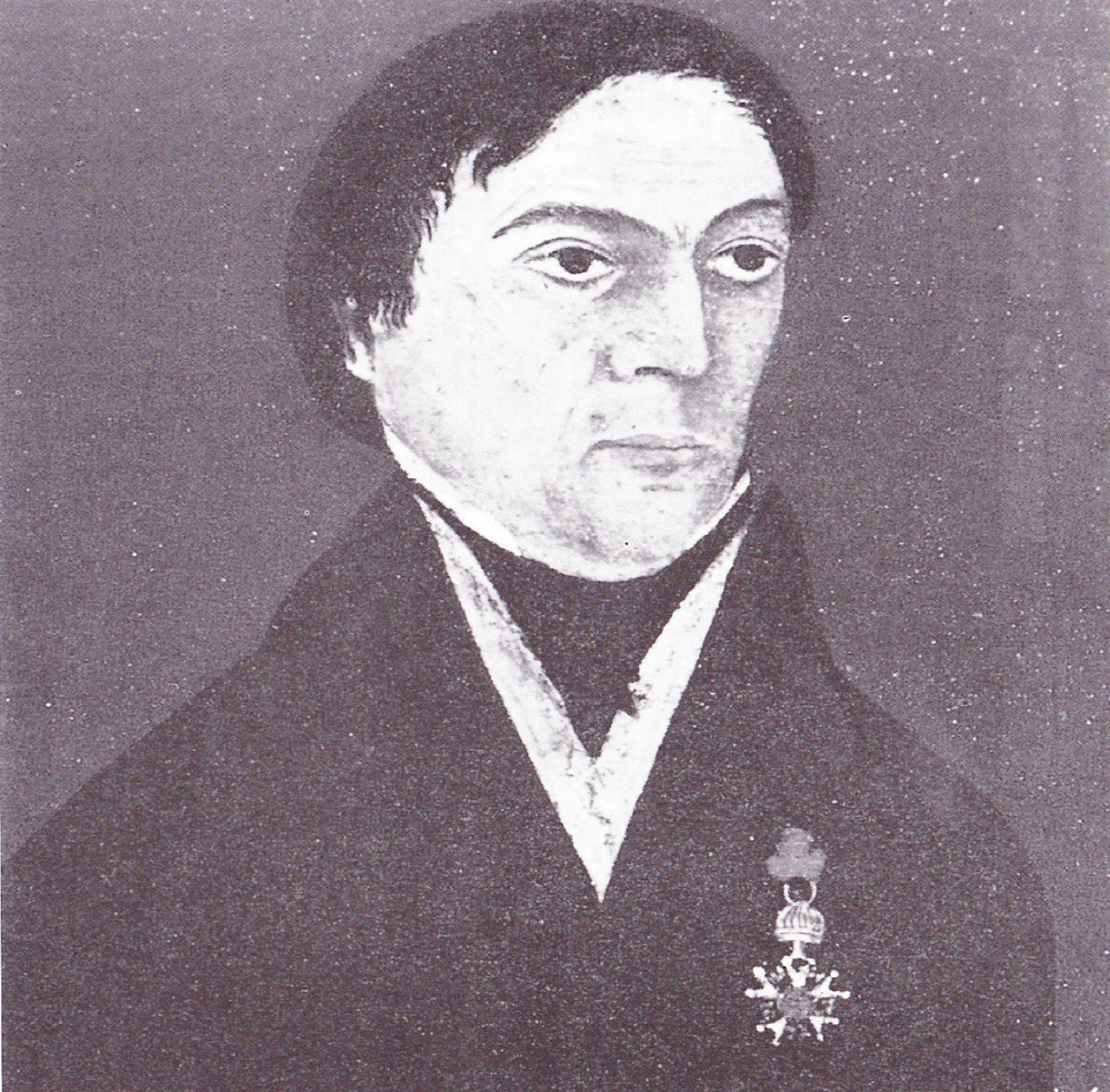
Georg Friedrich Dentzel als Ritter der Ehrenlegion

Baron Georg Friedrich Dentzel (ab 1806 Georges-Frédéric Baron Dentzel; * 16. Juli 1755 in Dürkheim; † 7. Mai 1828 in Versailles) war ein lutherischer Pfarrer, Jakobiner und französischer Offizier unter Napoleon Bonaparte.

## Leben und Wirken
Dentzel wuchs als Sohn eines Bäckers in Dürkheim in der Kurpfalz auf und studierte, unterstützt von der Valentin-Ostertag-Stiftung, an den Universitäten in Halle an der Saale und Jena protestantische Theologie. Als junger Feldgeistlicher trat er in das Régiment de Royal Deux-Ponts ein, einem vor allem in der Pfalz und im Elsass rekrutierten französischen Regiment des Herzogs Christian IV. von Zweibrücken, das auf französischer Seite im Amerikanischen Unabhängigkeitskrieg kämpfte. Dentzel nahm an dem Feldzug von 1780 bis 1783 und der Schlacht von Yorktown 1781 in Virginia teil, die zum entscheidenden Sieg über die britischen Kolonialherren führte.
Die Erfahrungen aus dem amerikanischen Unabhängigkeitskampf entfachten Dentzels politisches Engagement nach der Rückkehr nach Deutschland. In Landau in der Pfalz, das seit 1648 mit nur kurzen Unterbrechungen eine französische Festung war und eine Enklave auf deutschem Boden bildete, wählte ihn 1783 die evangelisch-lutherische Gemeinde ins Pfarramt („Erster Pfarrer und Senior im Konsistorium“). Er heiratete 1784 die Tochter des Ersten Bürgermeisters von Landau, Sybilla Louisa Wolff.
Neben seiner sozialen und seelsorgerischen Tätigkeit in der Gemeinde war Dentzel vor allem während der Revolution im französischen Landau aktiv. Er gründete 1790 eine Nationalgarde und die „Gesellschaft der Freunde der Konstitution“, den späteren Jakobinerklub der Stadt. 1792 wurde er Mitglied des Nationalkonvents in Paris und 1795 kurzzeitig dessen Sekretär. Als Représentant en mission mit weitreichenden Vollmachten schickte ihn der Konvent in die Departemente Moselle und Bas-Rhin.
Bei der Belagerung Landaus durch die Preußen im Ersten Koalitionskrieg machte sich Dentzel um die Verteidigung der Stadt verdient, geriet aber in Konflikt mit den französischen Festungskommandanten. Er wurde nach Paris beordert und auf Befehl Dantons in Haft genommen. Nur die Hinrichtung Dantons und Robespierres rettete ihn vor der Guillotine. Unter der Herrschaft des Direktoriums war Dentzel Mitglied des Conseil des Anciens.
1806 holte Napoleon Bonaparte Dentzel wegen seiner Verdienste bei der Vorbereitung zur Schlacht bei Jena und Auerstedt im Rang eines Colonel in seinen Stab. Napoleon zog ihn des Öfteren zu wichtigen diplomatischen Aufgaben auf seinen Feldzügen heran. So war er Stadtkommandant von Weimar, wobei er mit Goethe und Wieland zusammentraf, sowie von Warschau und Wien. Hier sorgte er unter anderem dafür, dass die französischen Stabsoffiziere dem Komponisten Joseph Haydn bei dessen Beisetzung als Vertreter des revolutionären Frankreich die letzte Ehre erwiesen, indem sie hinter seinem Sarg hergingen.
1806 wurde Dentzel vom französischen Kaiser zum  baron de l’Empire in der Noblesse impériale erhoben und 1813, kurz vor der Völkerschlacht bei Leipzig, zum Offizier der Ehrenlegion ernannt. Dentzel begleitete den Kaiser auf den meisten seiner Feldzüge und war Zeuge der Schlacht bei Waterloo.
Auch mit der Niederlage Napoleons, dem er bei dessen kurzer Rückkehr von Elba die Treue gehalten hatte, hatte Dentzels Karriere ihr Ende nicht erreicht: Er wurde 1815 von Louis XVIII. mit dem Rang eines Maréchal de camp in den Ruhestand versetzt.
Dentzel war bis 1822 Mitglied des Konsistoriums der „Konsistorialen Kirche der Protestanten augsburgischer Konfession“ in Paris. 1828 starb er auf seinem Gut Petit Trianon bei Versailles, dem vormaligen Besitz der Madame de Pompadour, den er erworben hatte. Er ist auf dem Friedhof Notre-Dame de Versailles beigesetzt.
Dentzels Sohn Louis (1786–1829) konnte als überzeugter Republikaner seine Militärkarriere nach 1814 im restaurativen Frankreich nicht fortsetzen und schloss sich in den 1820er Jahren der griechischen Revolution an. Ein Enkel Dentzels war Baron Georges-Eugène Haussmann, der im Auftrag von Kaiser Napoleon III. Paris städtebaulich neu gestaltete. Dentzel war entfernt verwandt mit dem Schriftsteller Friedrich Christian Laukhard.